# 余克禮
余克礼（1952年12月19日—），男，生於中华人民共和国湖北省浠水，台湾问题专家。

## 生平
余克礼早年在武汉大学历史系学习。1982年从武汉大学历史系毕业后，进入中国社会科学院台湾研究所从事学术研究工作，主要研究领域是台湾政治、两岸关系等。历任中国社会科学院台湾研究所研究员、副所长、所长。曾任《台湾研究》副主编。兼任中国和平统一促进会理事、中国亚洲太平洋学会理事、全国台湾研究会理事、北京市政协台港澳侨联委员会委员。
余克礼曾先后参加多份对台文件的起草工作。1993年，余克礼参与起草了中国政府发表的首份台湾问题白皮书《台湾问题与中国的统一》。2000年2月21日，国务院台湾事务办公室、国务院新闻办公室发表了余克礼参与起草的《一个中国的原则与台湾问题》白皮书。
1983年5月和1995年11月，余克礼先后两次到台湾考察访问。1999年10月，國立政治大學國際關係研究中心向余克礼发出邀请，并决定了翌年余克礼访台行程。因余克礼是《一个中国的原则与台湾问题》白皮书的主要起草者，且被视为大陆方面中央政府对台工作的重要智囊，再加上此行正值台湾举行2000年中华民国总统选举前后，因此这次学术交流受到台湾媒体关注。2000年4月19日，余克礼一行6人应政治大学国关中心邀请抵达台湾。到台湾后，余克礼接受台湾媒体采访，阐述了“一个中国”原则及对两岸关系发展前景的看法。谈话次日，台湾3家晚报头版头条刊登了余克礼的谈话内容，被台湾支持“台独”的媒体视为态度强硬。此后台湾立法院、政治人物、媒体开始围攻余克礼。中华民国副总统吕秀莲透过台湾媒体指责余克礼有关中华民国总统陈水扁应当认同自己是“中国人”的讲话是“放肆”，吕秀莲的讲话使余克礼此次学术交流之行迅速被政治化，一时成为媒体追踪采访的热点。但政治大学国关中心方面未受外界干扰，继续进行学术交流，国关中心主任何思因、副主任吴钊燮及多位研究员与余克礼一行闭门座谈，余克礼一行还与亲民党人士见面，并拜会了台湾和统会会长梁肃戎。余克礼此行未有台湾民众举行抗议活动。
2012年，在国立台湾大学政治學系教授张亚中主导下，兩岸統合學會申請在国立台湾大学社会科学院舉辦“台北會談”，动员了两岸所有重要智库及学术机关的上百名学者参加，其中邀請了大陆方面海协副会长王在希、海协联系部主任于京与余克礼等50多人來台参加；台湾方面，马英九政府认为此行意在催促两岸政治對話，陆委会乃拒绝王在希、于京等9位具备大陆官方身份的受邀人士入台参会，仅批准了余克礼等不具备大陆官方身份的“纯学者”参会，并规定会议主题不可出现“认同”和“互信”等字。张亚中乃停办台北会谈。
余克礼与两岸研究台湾问题的学术界人士有广泛交流，也和台湾蓝绿阵营人士均有广泛接触。2013年，余克礼屆齡退休，卸任中国社会科学院台湾研究所所长职务，仍任研究员。

## 中國國安部身份爭議
余克禮被認為有中華人民共和國國家安全部背景。2000年12月初，中華民國國家安全局副局长韓堃在立法院作證時指出，余克礼與曾至台灣做研究的學者吳國楨皆為中國高級情治人員，余克禮為中华人民共和国国家安全部第15局副局长。引发台湾舆论哗然。在此之前，台湾国安局还曾指中国社会科学院台湾研究所所长姜殿铭是“国安部第15局局长”。余克礼否認具備中國國安部官方職務，並表示台湾有关方面对大陆对台研究学者的这种指控，是抱着冷战僵化思维，将两岸正常的学术交流政治化。

## 著作
- 《论政治——余克礼自选集》
- 《台湾研究论文集》第五、八、十一集
- 《台湾机构·社团·企业大全》
- 《香港百年沧桑》丛书
- 《台湾问题实录》
- 《海峡两岸关系概论》
- 《中国国民党全书》
- 《台湾总览》（参与编辑）
- 《海峡两岸经贸关系大全》（参与编辑）